# Els Cap de Drap a la Selva de l'Arc de Sant Martí
Els Cap de Drap a la Selva de l'Arc de Sant Martí (títol original en castellà: a Tropa De Trapo En La Selva Del Arcoíris) és una pel·lícula d'animació en 3D infantil de coproducció hispano-brasilera del 2014 dirigida per Àlex Colls amb guió de Lola Beccaria, segona part de la saga iniciada amb Els cap de drap al país on sempre brilla el sol. Destinada a nens entre dos i sis anys, el director ha dit que volien fer una pel·lícula que sigui "la primera experiència que un nen pot tenir al cinema". Ha estat doblada al català.

## Sinopsi
Els Cap de Drap són un grup de mascotes format per una vaqueta, una girafa, un os, una porqueta, un gos i un ocell. Tots ells senten la necessitat d'ajudar els animals que tenen moltes dificultats per a sobreviure. Per a això, organitzen una expedició solidària que els portarà fins a la Selva de l'Arc de Sant Martí. Hauran de fer servir tot el seu enginy, coneixement i esforç per a salvar l'Arc de Sant Martí, que simbolitza els somnis i els jocs.

## Nominacions
Fou nominada al Gaudí a la millor pel·lícula d'animació, però el premi se'l va endur Mortadel·lo i Filemó contra en Jimmy el Catxondo. També fou nominada al Goya a la millor pel·lícula d'animació i a la millor pel·lícula d'animació a les Medalles del Cercle d'Escriptors Cinematogràfics de 2014.